# Anisozyga
Anisozyga är ett släkte av fjärilar. Anisozyga ingår i familjen mätare.

## Bildgalleri

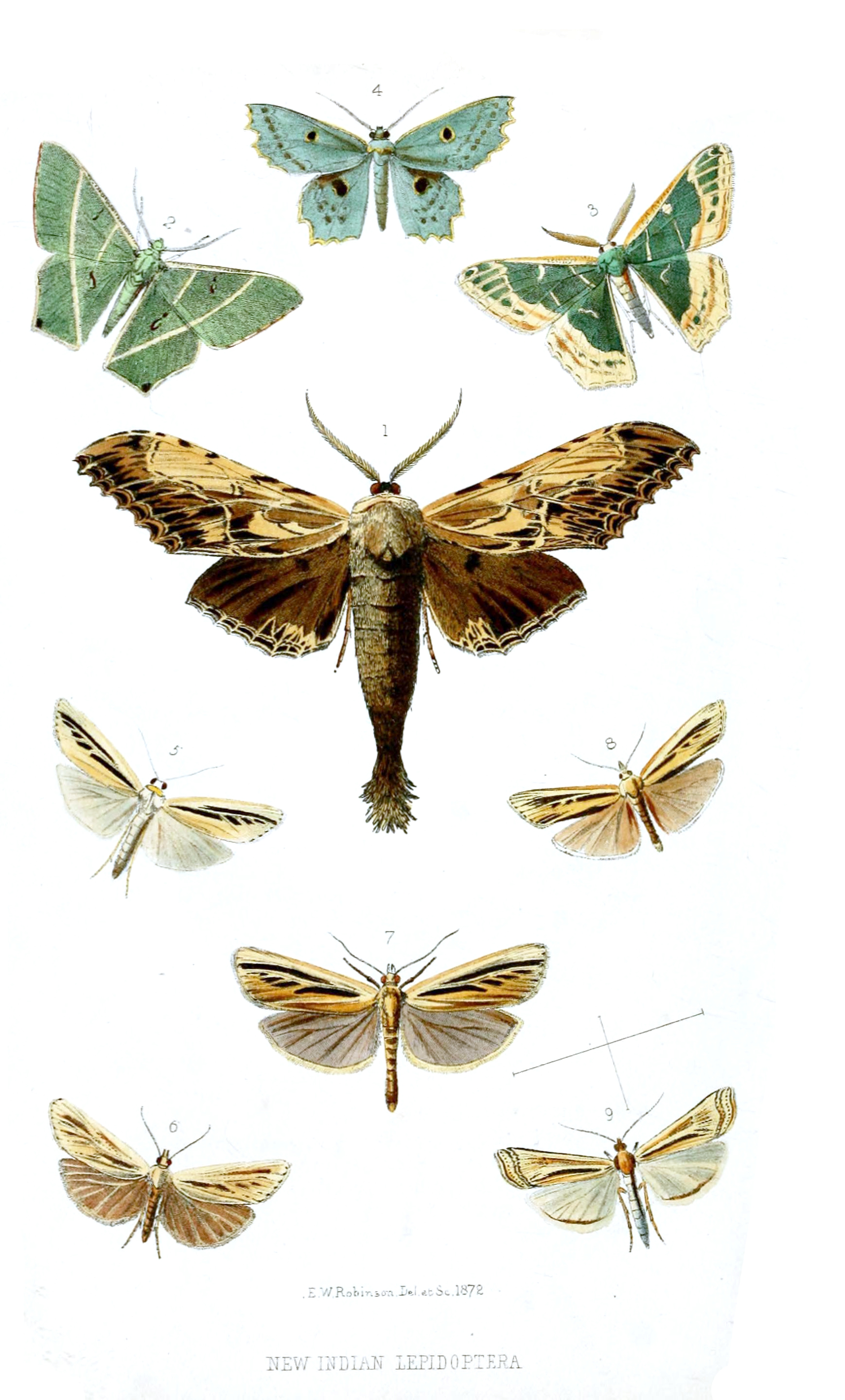

## Dottertaxa tillAnisozyga, i alfabetisk ordning[1]
- Anisozyga absona
- Anisozyga adornata
- Anisozyga albifimbria
- Anisozyga albifinita
- Anisozyga albifusa
- Anisozyga albiguttata
- Anisozyga albilauta
- Anisozyga albimacula
- Anisozyga albinata
- Anisozyga aphrias
- Anisozyga aphrodite
- Anisozyga beatrix
- Anisozyga bicetrata
- Anisozyga bicolor
- Anisozyga bifuscata
- Anisozyga bijugata
- Anisozyga calcinata
- Anisozyga caledonica
- Anisozyga callisticta
- Anisozyga charma
- Anisozyga chionoplaca
- Anisozyga commaculata
- Anisozyga curvigutta
- Anisozyga decorata
- Anisozyga delectabilis
- Anisozyga dentata
- Anisozyga dentifera
- Anisozyga desolata
- Anisozyga diargema
- Anisozyga diazeuxis
- Anisozyga diversifimbria
- Anisozyga dorsimaculata
- Anisozyga eranna
- Anisozyga erotyla
- Anisozyga erymnodes
- Anisozyga eucalypti
- Anisozyga exalbata
- Anisozyga expansa
- Anisozyga extravagans
- Anisozyga fascinans
- Anisozyga flavilinea
- Anisozyga formosana
- Anisozyga fragmentata
- Anisozyga gavissima
- Anisozyga goliathensis
- Anisozyga goniota
- Anisozyga gracililinea
- Anisozyga griseonotata
- Anisozyga hilaris
- Anisozyga hydrographa
- Anisozyga innuba
- Anisozyga insperata
- Anisozyga iridescens
- Anisozyga isogamia
- Anisozyga lenis
- Anisozyga leptocosma
- Anisozyga lithocroma
- Anisozyga lithocrossa
- Anisozyga longidentata
- Anisozyga longiuscula
- Anisozyga lonias
- Anisozyga magnificata
- Anisozyga major
- Anisozyga metaspila
- Anisozyga mimicaria
- Anisozyga moniliata
- Anisozyga muscosa
- Anisozyga nigrimaculata
- Anisozyga niviplena
- Anisozyga orbimaculata
- Anisozyga pacifica
- Anisozyga pagenstecheri
- Anisozyga pieroides
- Anisozyga plena
- Anisozyga polyglena
- Anisozyga polyleucotes
- Anisozyga reducta
- Anisozyga rufipunctata
- Anisozyga saturataria
- Anisozyga scitissimaria
- Anisozyga semilineata
- Anisozyga sexmaculata
- Anisozyga sideralis
- Anisozyga speciosa
- Anisozyga stellata
- Anisozyga stellifera
- Anisozyga subfasciata
- Anisozyga subliturata
- Anisozyga subnigrata
- Anisozyga subobsoleta
- Anisozyga subvenusta
- Anisozyga taminata
- Anisozyga textilis
- Anisozyga undilinea
- Anisozyga valescens
- Anisozyga veniplaga
- Anisozyga viridimargo
- Anisozyga viridissima
- Anisozyga viridistriga